# Kieron Williamson
Kieron Williamson (nacido el 4 de agosto de 2002) es un pintor de acuarelas, artista de Holt (Norfolk), en Inglaterra.
Kieron, considerado por algunos medios como un niño prodigio, tiene 21 años de edad, y se ha afirmado que tiene gran capacidad pictórica en sus pinturas y un avanzado conocimiento en la perspectiva y el sombreado.
Los medios de comunicación del Reino Unido le han dedicado notas, destacando su labor.
En su segunda exposición, realizada en el año 2009, sus cuadros se vendieron en 14 minutos, recaudando un total de £ 18.200 por 16 pinturas.
En una exposición posterior, realizada en Holt, en julio de 2010, sus pinturas se vendieron en el término de 30 minutos.
Kieron ha realizado demostraciones de su trabajo en público. Más de 5.000 personas están en lista de espera para adquirir algunas de sus obras.